# Шафхаузен
Шафхаузен (фр. Schaffhouse, итал. Sciaffusa) је град у северној Швајцарској. Град је седиште истоименог кантона Шафхаузен, као и његов највећи град и културно и привредно средиште.
Шафхаузен је код нас познат као асцијација на часовник „шафхаузен“.

## Природне одлике
Шафхаузен се налази у крајње северном делу Швајцарске, близу државне границе са Немачком (на најближем месту свега 5 км). Град са околином заправо представља „џеп“ швајцарског подручја окружен са три стране Немачком, а одељен је од остатка државе реком Рајном на југу.
Од најближег већег града, Цириха град је удаљен 52 км северно.
Рељеф: Шафхаузен се налази на у долини познате реке Рајне. Окружење града равничарско до брдовито, што је за услове изразито планинске Швајцарске веома повољна околност. Северно од града издиже се најјужније горје планине Шварцвалд.
Клима: Клима у Шафхаузену је умерено континентална.
Воде: Град Шафхаузен лежи на познатој реци Рајни и то је једино значајније место у држави које лежи северно од реке.

## Историја
Шафхаузен постоји као насеље још од средњег века. Град је чак ковао свој властити новац далеке 1045. године. Једно време, Шафхаузен је био под контролом Хабзбуршке династије, али 1415. године је добио независност. 1457. године године Шафхаузен се придружио Цириху и 1501. године је ушао у Швајцарску конфедерацију. Први Воз је стигао 1857. године до града.
1. априла 1944. године. Шафхаузен је претрпео мање бомбардовање од стране САД. Касније су Американци рекли да нису намерно напали Шафхаузен, мада се сматра да су мислили да је град тада сарађивао са Нацистичком Немачком, а о чему се још много година расправљало. Приликом бомбардовања 37 људи је изгубило живот, око 100 је рањено, а 300 људи је остало без крова над главом.

## Становништво
2008. године Шафхаузен је имао око 34.000 становника. Од тога приближно 26,5% су страни држављани, махом Немци, Италијани, Турци, Хрвати и Срби.
Језик: Швајцарски Немци чине традиционално становништво града и немачки језик је званични у граду и кантону. Међутим, градско становништво је током протеклих неколико деценија постало веома шаролико, па се на улицама Шафхаузена чују бројни други језици. Тако данас немачки говори 84,3% градског становништва, а прате га италијански и српскохрватски језик.
Вероисповест: Месни Немци су у 16. веку прихватили протестантизам. Међутим, последњих деценија у граду се знатно повећао удео римокатолика, па је данас њихов удео приближан. Данашњи верски састав града је: римокатолици 43,6%, протестанти 43,0%, а следе их атеисти, муслимани и православци.

## Привреда
У Шафхаузену многе познате фирме имају своје седиште. Заступљена је машинска и фармацеутска индустрија. Значајна је индустрија прецизних инструмената као што су сатови и прецизни алати.

## Знаменитости града
Шафхаузен поседује изузетно лепо стари градско језгро трговима са чесмама и старим кућама из средњег века. У близини Шафхаузена налази се највећи европски водопад (Рајнфал). Он је највеће туристичко одредиште у околини Шафхаузена. Воз повезује град Шафхаузен са Нојхаузен код Рајнфала, где се налази тај водопад.

## Галерија слика
- Поглед на стари део града
- Градска катедрала
- Осликана фасада куће Ритер
- Водопади на Рајни